# 甘家春
甘家春（1751年8月25日—1823年），字位超，號煦堂，四川省鄰水縣縣東豐禾場老君山下人，甘家斌仲兄。

## 生平
乾隆五十九年（1794年）甲寅科四川鄉試第十四名舉人，嘉慶元年（1796年）丙辰科會試第九十八名成貢士，嘉慶七年（1802年）壬戌科補殿試，中三甲進士，選用知縣，分發直隸，次年補元氏縣知縣，蒞任一年，治績卓然，頌聲不絕。嘉慶十年(1805年)，縣境內氣候奇熱，旱象嚴重，嘉禾荒歉，黎民饑饉，發倉廩販濟災民， 活數千人。時書院廢馳已久，捐清俸及餘蓄修葺，又延名師主講．一時文教振興，士風大變。縣內又有第兄三人因爭奪產業互相指控，歷三十餘年未能妥善解決，以致引起弟兄間持械鬥毆，幾致人命，甘家春訊詰其事，首曉以大義，次以禮義和睦，立即裁定產業所屬，弟兄三人交歡和睦。
嘉慶十四年六月任獲鹿縣知縣；十六年 (1811年)，清仁宗巡幸五台山，大吏以書札傳示攤派差費，甘家春奉行節儉，絲毫不染，廉潔自持。十八年六月代理贊皇縣知縣。
嘉慶十九年(1814年) 署武清縣知縣。嘉慶二十年至二十二年(1815年-1817年)，武清縣災荒頻頻，甘家春全力賑濟，士民感恩不止。嘉慶二十二年(1817年)二月，因年歲已高，請歸養，照準。道光二年(1822年)十二月卒於家，年七十二。著有《煦堂文稿》行於世。
歷委署欒城縣、井陘縣諸縣。

## 学生
和弟甘家春课教省城四川布政使林儁之子林芬、林华。